# Alchemilla radiisecta
Alchemilla radiisecta é uma espécie de rosácea do gênero Alchemilla, pertencente à família Rosaceae.